# اینگرداخ
اینگرداخ (به لاتین: Ingerdakh) یک منطقهٔ مسکونی در روسیه است که در داغستان واقع شده‌است.